# Ero tuberculata
Ero tuberculata là một loài nhện trong họ Mimetidae.